# Lilium arboricola
 Lilium arboricola  ist eine Pflanzenart aus der Gattung der Lilien (Lilium) in der Asiatischen Sektion. Die Art kommt in den tropischen Regenwäldern Südostasiens vor und wurde 1954 wissenschaftlich beschrieben.

## Beschreibung

### Habitus
Die kleine, sehr fleischige Zwiebel ist oben und unten abgeflacht bei einer Höhe von 3 und einem Durchmesser von 5 Zentimetern. Die einzelnen Schuppen der Zwiebel sind 2,5 Zentimeter lang, 3 Zentimeter breit, am Ansatz keilförmig und im unteren Teil abrupt dreieckig spitz zulaufend. Ihre Farbe ist am Sockel gelblich-weiß, nach oben hin rot überhaucht.
Der Stängel ist aufrecht, schlank, unbehaart, rein grün und zwischen 70 und 120 Zentimeter lang. Die Pflanze trägt wenige, verstreute, an sehr kurzen Blattstielen stehende und nach unten gebogene, bis zu 25 Zentimeter lange und 4,5 Zentimeter breite, spitz lanzettliche, dunkelgrüne Blätter mit drei bis fünf parallelen Adern. Von der Stängelbasis bis zur Mitte werden die Blätter größer, von dort bis zur Spitze wieder kleiner. In den Blattachseln der oberen Blätter werden kleine grüne Achselbulbillen ausgebildet, Keimzwiebeln, die sich nach der Reife aus der Achsel lösen und später eine neue Pflanze bilden, die mit der Mutterpflanze genetisch identisch ist.

### Blüte und Früchte
Bislang wurde nur ein einziges wildwachsendes Exemplar in Blüte gefunden, der Fundzeitpunkt im August lässt auf eine Blütezeit von Juli/August schließen. Der Blütenstand trägt eine bis drei nickende Blüten an bis zu 17 Zentimeter langen, leicht herabhängenden und unbehaarten Blütenstielen, die laubblattartigen Tragblätter sind bis zu 12 Zentimeter lang.
Die rund 5 Zentimeter langen und zwischen 8 und 18 Millimeter breiten Blütenhüllblätter sind schlank elliptisch bis lanzettlich geformt, die des inneren Blütenhüllkreises sind dabei etwas breiter. Sie überlappen einander am Ansatz, sind stark nach hinten gebogen (Türkenbundform) und leicht apfelgrün beziehungsweise vom „zarten Grün einer Traube“ (Frank Kingdon-Ward) und ohne jedwede weitere Färbung.
Die nach außen gebogenen, aufrechten Staubblätter sind kürzer als das Perigon oder der Stempel. Der Staubfaden ist 2,2 bis 2,5 Zentimeter lang, blassgrün und am oberen Ende purpurn, die rund 1 Zentimeter langen, linealischen bis länglichen Staubbeutel sind mahagonifarben, der Pollen dunkelorange. Die Blüten duften stark nach Klee oder Muskat. Die unbehaarten Nektarrinnen sind kurz, im unteren Teil verbreitert und an den Rändern von je einer feinen, purpurnen Linie begrenzt. Der zylindrische Fruchtknoten ist 1,8 Zentimeter lang und 0,3 Zentimeter breit. Beim bis zu 2,5 Zentimeter langen Griffel ist, anders als bei vielen anderen Lilien, die Narbe kaum breiter als der Griffel selbst.
Die annähernd rechteckigen, 4 bis 4,5 Zentimeter langen und 2 Zentimeter breiten, länglich-runden Fruchtkapseln reifen im Oktober bis November, ihr Samen keimt sofortig-epigäisch. Die Chromosomenzahl der Pflanze beträgt 2n = 24.

## Verbreitung und Habitat
Die einzigen Funde stammen aus Gebirgen am Hkrang-Hka-Fluss auf 1370 m Höhe in Kachin, Myanmar.
Die Pflanze besiedelt Astgabeln von Bäumen in tropischen Regenwäldern. Während des Sommers ist es dort extrem niederschlagsreich bei einer relativen Luftfeuchtigkeit bis zu 100 %, während des Winters erheblich trockener. Zur Blütezeit im Juli/August liegen die Temperaturen bei 25–30 °C.

## Systematik / Botanische Geschichte
Lilium arboricola wurde im April 1953 von Frank Kingdon-Ward entdeckt, der einige Zwiebeln und Samen nach England mitnahm. Dort wurde sie 1954 das erste Mal der Öffentlichkeit präsentiert, noch im selben Jahr wurde sie auch von William Thomas Stearn in Gardeners' Chronicle Serie 3, Band 136, Seite 127 erstbeschrieben. Das Epitheton arboricola bedeutet dabei so viel wie „baumbewohnend“. In der Kultur des Menschen hat sie sich jedoch nur wenige Jahre gehalten, mindestens seit 1961 war sie verschollen.
Ende 2006 wurde durch Bleddyn und Sue Wynn-Jones in Vietnam eine epiphythische Lilie entdeckt, die von dem walisischen Unternehmen Crûg Farm Plants in Caernarfon wie auch dem Botanischen Garten der Universität von British Columbia in Vancouver in Kultur genommen wurde und sich dort überraschenderweise als neue Art (Lilium eupetes) erwies.
Ihre nächsten Verwandten sind wahrscheinlich Lilium primulinum und Lilium primulinum var. ochraceum,. Dasgupta und Deb betonen darüber hinaus die relative Nähe zur Gattung Nomocharis